# Entoto-bjerget
Entoto-bjerget (Amharisk:እንጦጦ?) er det højeste af bjergene omkring Etiopiens hovedstad Addis Ababa. Bjerget når en højde af 3200 meter over havet og indgår i Entoto-bjergkæden.

## Overblik
Der er adskillige klostre og kirker på bjerget.
Der vokser mange eukalyptustræer på bjerget - de blev importeret fra Australien under Menelik II og plantet på bjerget under Haile Selassie. Skoven på bjerget har været en væsentlig kilde til brænde og har tidligere høstede man også træ til byggemateriale. 